# Жандаира (Баия)
Жандаира (порт. Jandaíra)  —  муниципалитет в Бразилии, входит в штат Баия. Составная часть мезорегиона Северо-восток штата Баия. Входит в экономико-статистический микрорегион Энтри-Риус. Население составляет 11 341 человек на 2006 год. Занимает площадь 642,652 км². Плотность населения — 17,6 чел./км².

## Статистика
- Валовой внутренний продукт на 2003 год составляет 41 562 326,00 реалов (данные: Бразильский институт географии и статистики).
- Валовой внутренний продукт на душу населения на 2003 год составляет 3870,58 реалов (данные: Бразильский институт географии и статистики).
- Индекс развития человеческого потенциала на 2000 год составляет 0,575 (данные: Программа развития ООН).